# Morska deklica
Morska deklica ali sirena je mitološko bitje, z ribjim repom namesto nog in telesom ženske, ki prebiva v morju, po nekaterih virih tudi v rekah in jezerih. Ponavadi so upodobljene tudi z zelo dolgimi lasmi.
Najstarejša omemba morskih deklic sega v približno 3 tisoč let staro zgodbo iz Asirije.
V legendah so včasih  prikazane kot nevarna bitja, ki mornarje in ribiče s petjem zvabijo v globine morja.  
Srednjeveški katoliški pisci so jih opisovali kot smrtonosne zapeljivke. S petjem naj bi uspavalne posadko, nato pa ugrabile najbolj privlačnega mornarja in od njega zahtevale usluge. V nasprotnem primeru naj bi ga pojedle.
Prav tako naj bi mornarje s petjem uročile in zvabile na ostre čeri.
Po nekaterih evropskih legendah pa so prikazane kot prijazna in ljubezniva bitja, ki naj bi izpolnjevale želje ter mornarjem kazale pot in jih svarile pred prihajajočim slabim vremenom.
Morske deklice v svojih zapisih omenja tudi Krištof Kolumb in sicer v dnevniku s svojega prvega potovanja v Ameriko, ko naj bi posadka videla 3 morske deklice.